# Wrixum
Wrixum (nordfriesisch Wraksem, dänisch Vriksum) ist eine Gemeinde im Kreis Nordfriesland in Schleswig-Holstein. Die Gemeinde wird vom Amt Föhr-Amrum verwaltet.

## Geografie

### Lage und Gliederung
Das Gemeindegebiet von Wrixum erstreckt sich entlang des Überganges auf dem Geestkern der nordfriesischen Insel Föhr westlich des Inselhauptortes Wyk bei dessen Ortsteil Boldixum sowie dem sich nördlich daran anschließenden Marschenbereich im Föhrer Marschkoog im Bereich des Osterlandes der Insel. Das namenstiftende Dorf liegt unmittelbar an der Kante auf dem Geestrand. Der Marschdistrikt kommt ohne Siedlungsbebauung aus, ist aber durch mehrere ländliche Verbindungswege erschlossen, die eine Höhenlage auf dem Niveau des Meeresspiegels aufweisen.
Siedlungsgeografisch besteht die Gemeinde aus dem namensgebenden Dorf als einzigem Ortsteil.

### Nachbargemeinden
Unmittelbar angrenzende Gemeindegebiete zu Wrixum liegen:
| Oevenum |                                             |              |
| Midlum  | Kompassrose, die auf Nachbargemeinden zeigt | Wyk auf Föhr |
| Nieblum |                                             |              |

## Geschichte
Wrixum entstand im 15. Jahrhundert als langes Reihendorf am Geesthang (heutiger Straßenname Ohl-Dörp).

## Politik

### Gemeindevertretung
Seit der Kommunalwahl 2023 besetzt die Wrixumer Wählergemeinschaft (WWG) sieben der neun Sitze in der Gemeindevertretung. Zwei weitere Sitze werden von Einzelbewerbern besetzt.
Bürgermeisterin Heidi Braun wurde im Juni 2013 im Amt wiedergewählt.

### Wappen
Blasonierung: „In Gold über silbernem Wellenschildfuß, darin ein blauer Wellenbalken, ein grüner Hügel, darin eine silberne Windmühle. Oben zwei zugewendete Austernfischer in natürlicher Tinktur.“

### Städtepartnerschaften
- Aub in Unterfranken (Bayern), seit 1998

## Wirtschaft und Infrastruktur

### Wirtschaftsstruktur
Die Wirtschaft von Wrixum ist heute stark auf Tourismus zugeschnitten. Im Gemeindegebiet sind viele kleine Gewerbebetriebe u. a. aus dem Dienstleistungssektor ansässig. Es gibt auch Fahrradverleihunternehmen.

### Verkehr
Die Gemeinde liegt unweit des Knotenpunkts der sogenannten „Rundföhrstraße“ im angrenzenden Stadtteil Boldixum der Stadt Wyk auf Föhr. Beide Routenabschnitte führen durch das Gemeindegebiet, wobei der nördliche Teil die heutige Hauptachse des Dorfes bildet, während die südliche unmittelbar am Ortsrand vorbeiführt. Diese Straßenverbindung ist als Landesstraße 214 klassifiziert.

## Sehenswürdigkeiten
Das Wahrzeichen der Gemeinde ist die Wrixumer Mühle. Es handelt sich dabei um eine 1851 errichtete, achtkantige Holländerwindmühle, die bis 1960 als Mühle in Betrieb war. Im Jahr 1971 restaurierte der damalige Besitzer, W. Amerongen, die bereits verfallene Mühle.
Im alten Dorfkern befinden sich zahlreiche historische uthlandfriesische Häuser.

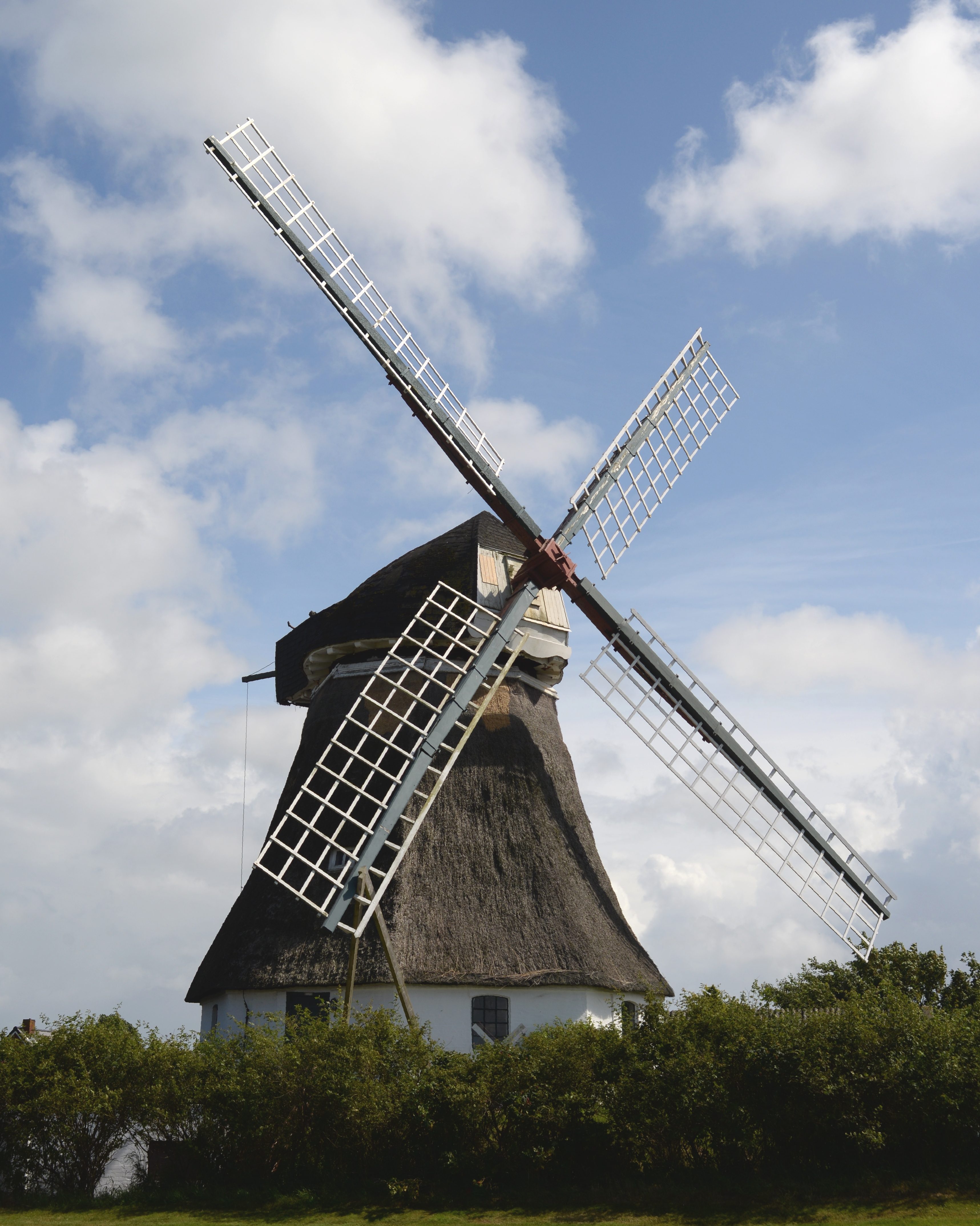
Wrixumer Mühle
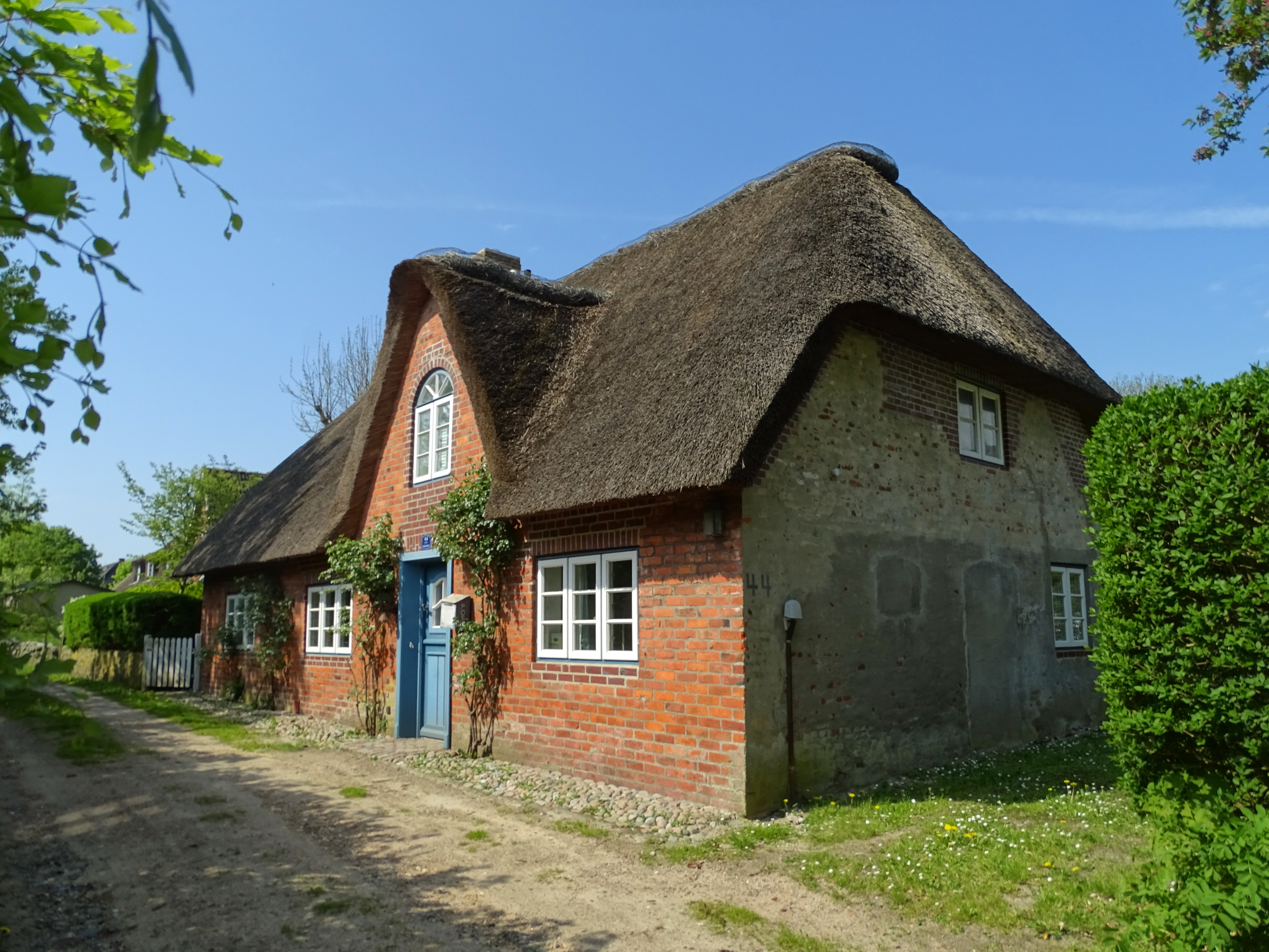
Uthlandfriesisches Haus (Ohl-Dörp)
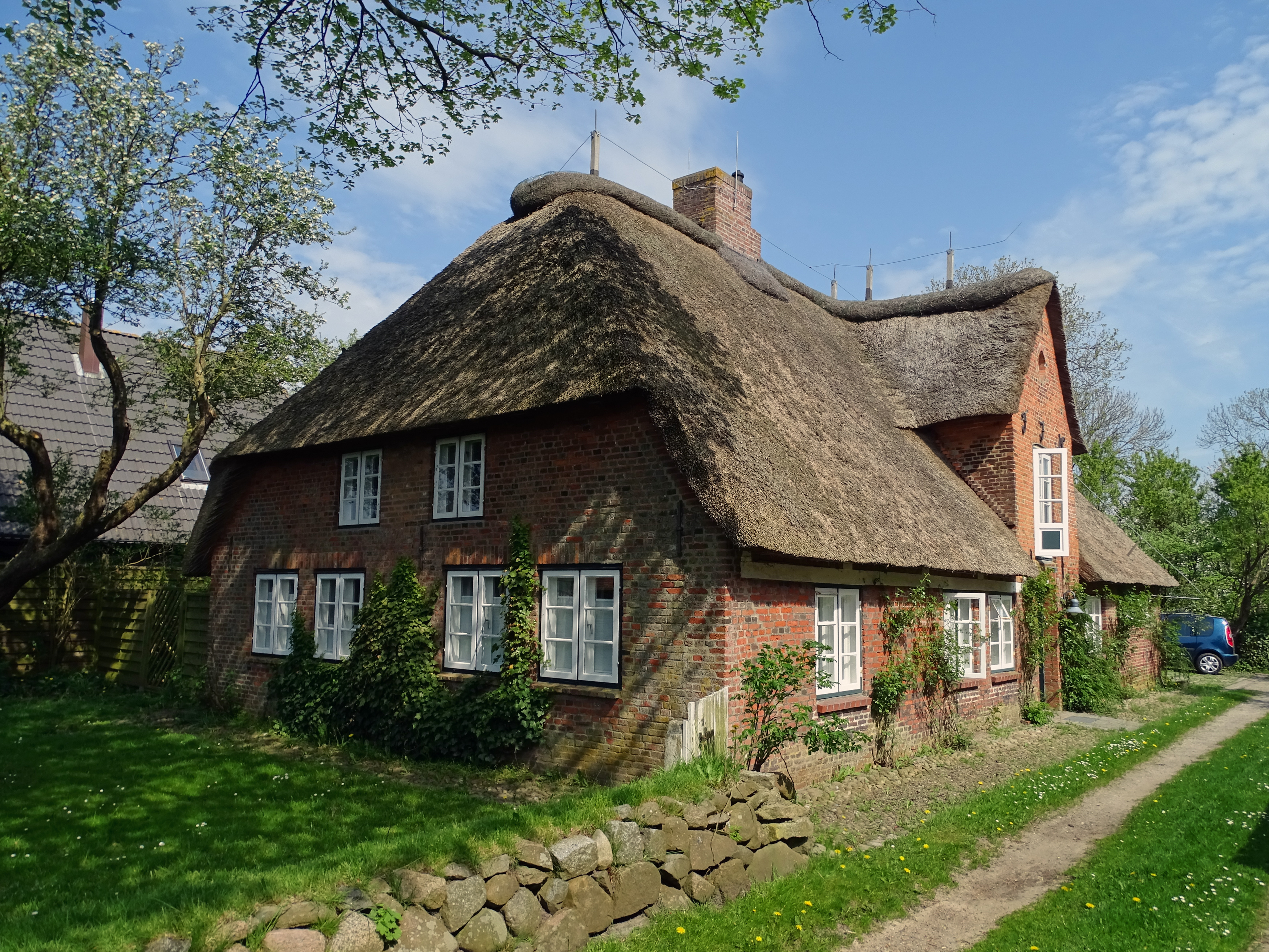
Uthlandfriesisches Haus (Ohl-Dörp)